# Народний комісаріат внутрішніх справ Української СРР
Постановою Центрального Виконавчого Комітету Рад України 30 грудня 1917 р. створено Народне секретарство внутрішніх справ, яке у зв’язку з вступом в Україну австро-німецьких військ припинило свою діяльність в середині квітня 1918 р. При відновленні діяльності органів радянської влади в Україні при Тимчасовому робітничо-селянському уряді організовано відділ внутрішніх справ, який 29 січня 1919 р. перейменований на Народний комісаріат внутрішніх справ УСРР (НКВС УСРР). Органами НКВС на місцях були відділи управління при губернських і повітових виконавчих комітетах. Постановою ВУЦВК і Раднаркому УСРР від 28 грудня 1930 р. НКВС УСРР був ліквідован. Знову утворений постановою ЦВК СРСР “Про організацію НКВС СРСР” від 10 липня 1934 р. на базі Об’єднаного державного політичного управління СРСР.
Система народних комісаріатів проіснувала до 15 березня 1946 року, коли НКВС УРСР, як і більшість інших наркоматів була перетворена на відповідні міністерства. Спадкоємцем НКВС УРСР, стало міністерство внутрішніх справ (МВС) УРСР.

## Керівники

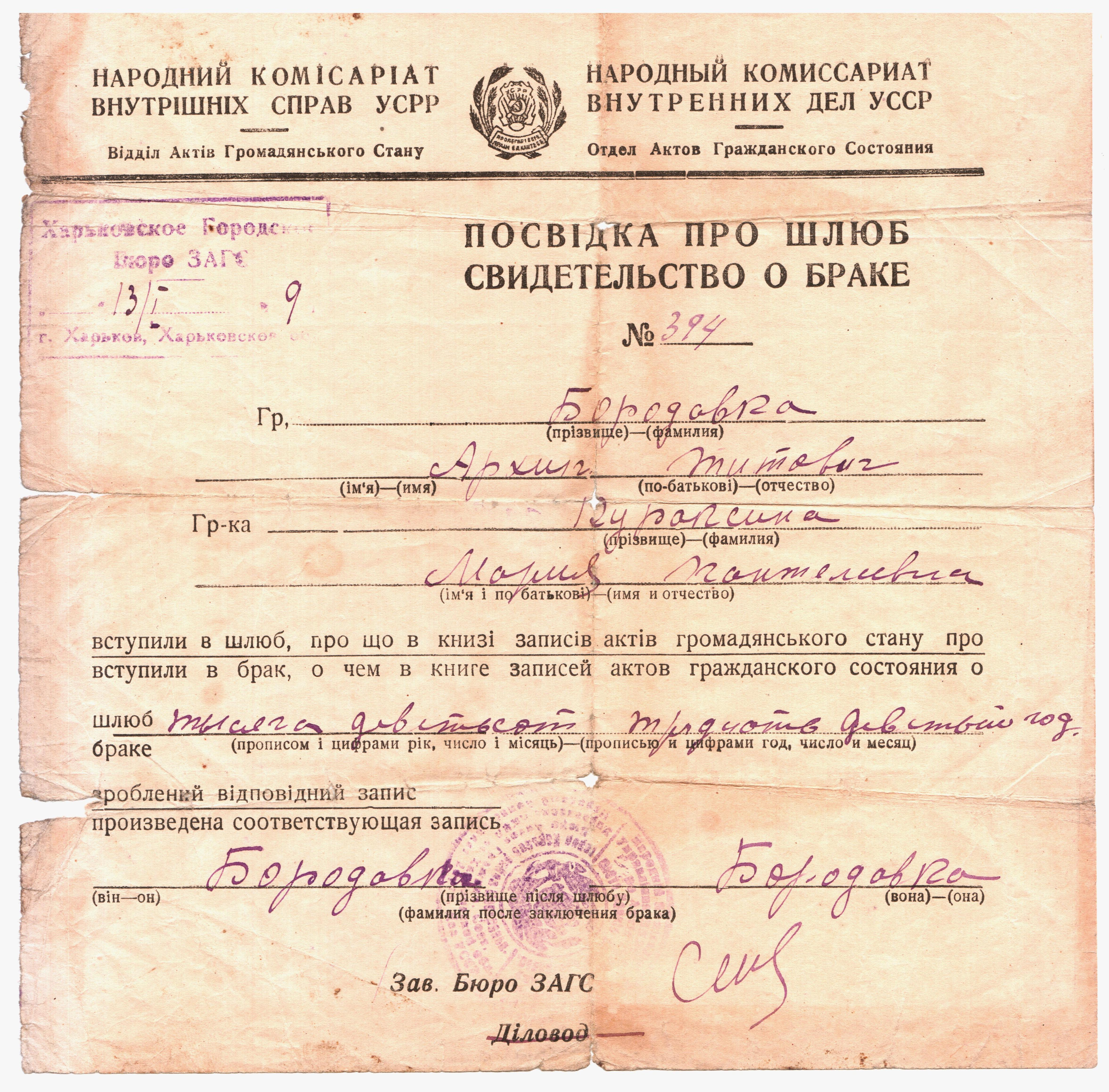
Посвідка про шлюб, видана НКВС УСРР (1939)

- Бош Євгенія Богданівна грудень 1917 - березень 1918
- Аверін Василь Кузьмич листопад 1918 - січень 1919
- Ворошилов Климент Єфремович січень - червень 1919
- Колос Григорій Оксентійович лютий - травень 1920
- Шумський Олександр Якович 1920
- Антонов Володимир Павлович 1920-1921
- Скрипник Микола Олексійович липні 1921-1922
- Манцев Василь Миколайович березень 1922 - серпень 1923
- Ніколаєнко Іван Гнатович серпень - грудень 1923
- Балицький Всеволод Аполлонович березень 1924 - грудень 1930
- не існувало
- Балицький Всеволод Аполлонович 15 липня 1934 – 10 травня 1937
- Леплевський Ізраїль Мойсейович червень 1937 - січень 1938
- Успенський Олександр Іванович січень - листопад 1938
- Сєров Іван Олександрович 1939-1941
- Сергієнко Василь Тимофійович 1941-1943
- Рясной Василь Степанович липень 1943 - січень 1946
- Строкач Тимофій Амвросійович січень - березень 1946